# Wilhelm Banse
Wilhelm Banse (* 18. April 1911 in Köln; † 16. April 1965 in Frankfurt am Main) war ein deutscher Journalist und Politiker (SPD).

## Leben und Beruf
Nach dem Besuch des Gymnasiums absolvierte Banse eine Ausbildung zum Drogisten bei der Handelsgesellschaft Deutscher Apotheker AG in Köln und arbeitete anschließend in seinem erlernten Beruf. 1925 hatte er sich dem Zentralverband der Angestellten (ZdA) angeschlossen. Nach der Machtübernahme der Nationalsozialisten war er aus politischen Gründen aus Köln weggezogen. Er war bis 1935 zunächst erwerbslos und danach für Arzneimittelfirmen in Erfurt, Frankfurt am Main, Darmstadt und Krefeld tätig. Von 1939 bis 1945 nahm er als Soldat am Zweiten Weltkrieg teil. Bei Kriegsende geriet er in Gefangenschaft, aus der er im März 1946 entlassen wurde. Seit 1946 arbeitete er als Journalist für Zeitungen, Zeitschriften und den Rundfunk.

## Partei
Banse hatte sich 1925 der Sozialistischen Arbeiter-Jugend (SAJ) angeschlossen, wurde im gleichen Jahr Mitglied der Jugendorganisation des Reichsbanners Schwarz-Rot-Gold und trat 1928 in die SPD ein. 1931 wechselte er zur SAPD über. Nach seiner Entlassung aus der Kriegsgefangenschaft wurde er erneut Mitglied der Sozialdemokraten, für die er ab 1947 als Parteisekretär tätig war.

## Abgeordneter und Bürgermeister
Banse war von 1948 bis 1951 Kreistagsmitglied des Kreises Wetzlar und wurde im Mai 1952 in den Kreis Offenbach gewählt. Dem Deutschen Bundestag gehörte er von 1953 bis 1957 an. Im Parlament vertrat er das Direktmandat des Bundestagswahlkreises Offenbach. Von 1958 bis 1965 war er Bürgermeister von Sprendlingen.